# FKハイドゥク・ベオグラード
フドバルスキ・クルブ・ハイドゥク・ベオグラード（セルビア語: Фудбалски клуб Хајдук Београд, セルビア・クロアチア語: Fudbalski klub Hajduk Beograd）は、セルビアのベオグラード・リオンをホームタウンとするサッカークラブである。

## 歴史
1937年に創設された。
1999-00シーズンと2004-05シーズンにはプルヴァ・リーガ（SRユーゴスラビア、セルビア・モンテネグロ）に所属した。

## 歴代所属選手
- ニコラ・ラゼティッチ 1997
- ヴラディミル・ディシュリェンコヴィッチ 2000-2001
- ミロラド・コラチ 2003-2004
- ボヤン・ボジョヴィッチ 2003-2004, 2012
- アンドリヤ・カルジェロヴィッチ 2005
- フィリプ・クリャイッチ 2008-2009